# Girls5eva
Girls5eva és una sèrie de televisió de comèdia musical estatunidenca creada per Meredith Scardino que es va estrenar el 6 de maig de 2021 a Peacock, amb vuit episodis. Segueix quatre dones que formaven part d'un grup de noies anomenat Girls5eva, que va ser breument popular al voltant de l'any 2000 abans d'esvair-se fins a arribar a l'estatus de grup d'un sol èxit. Ara incomplertes en les seves diferents vides, es reuneixen per intentar tornar a trobar l'èxit musical.
El juny de 2021, es va renovar per a una segona temporada que es va estrenar el 5 de maig de 2022. L'octubre de 2022, després que Peacock decidís no continuar la sèrie, es va anunciar que es traslladaria a Netflix per a la seva tercera temporada. La tercera temporada es va estrenar el 14 de març de 2024.

## Premissa
Un grup de noies de la dècada de 1990 que va aconseguir anotar només un èxit té una oportunitat inesperada de tornar quan un raper prometedor fa un sample de la seva cançó.

## Repartiment

### Principal
- Sara Bareilles com a Dawn, l'autoproclamada "chill one" de Girls5eva, que ara treballa al restaurant italià del seu germà i té un fill amb el seu marit.
- Busy Philipps com a Summer, l'autoproclamada "calent" de Girls5eva, que ara està casada però principalment descuidada pel seu marit, i viu en una mansió amb la seva filla Stevia.
- Paula Pell com a Gloria, l'autoproclamada "sempre treballadora" de Girls5eva, una dentista que està divorciada de la seva dona.
- Renée Elise Goldsberry com a Wickie, l'autoproclamada "la ferotge" de Girls5eva, que pretén tenir una vida glamurosa per a les xarxes socials. S'ha revelat que el seu nom real és Lesley Wiggins.

### Recurrent
- Daniel Breaker com a Scott, el marit de Dawn, un conseller escolar poc acostumat a la fama.
- Jonathan Hadary com a Larry Plumb, l'antic gerent de Girls5eva i fundador de Plumb Management i Junk Removal.
- Ashley Park com a Ashley, la cinquena membre i l'autoproclamada "divertida" de Girls5eva, que va ser la cola del grup, després d'haver estat membre de sis grups de noies anteriors. Va morir en un accident de piscina infinita el 2004 i les seves companyes de grup van commemorar-la pagant-li un banc.
- Erika Henningsen com a jove Gloria.
- Andrew Rannells com a Kev Hamlin, un antic membre d'una banda de nois i marit de llarga distància de Summer que treballa a Tampa (Florida) com a reporter d'entreteniment.
- Jeremiah Craft com a Lil Stinker, un raper que fa un sample de Girls5eva i els torna a donar protagonisme.
- Janine Brito com a Caroline, l'exdona de Gloria
- Gray Henson com a Tate (temporada 2), un jove executiu de la nova companyia discogràfica de Girls5eva, "Property Records".
- Piter Marek com a Ray (temporada 2), un talentós enginyer de so/productor/compositor que ajuda a Girls5eva a escriure el seu àlbum.
- John Lutz com a Percy (temporada 2-present), víctima d'un programa de broma dels anys 2000 amb Girls5eva i més tard el seu assistent en la seva gira de tornada.
- Chad L. Coleman com a Sheawn (temporada 2-present), que treballa servint menjar i és l'interès amorós de Wickie
- Thomas Doherty com a Gray Holland (temporada 3), un músic de fama mundial que es fa amic de Gloria.